# Bumetopia
Bumetopia es un género de escarabajos longicornios.

## Especies
- Bumetopia albovittata Breuning, 1950
- Bumetopia aliena (Newman, 1842)
- Bumetopia bakeri (Aurivillius, 1927)
- Bumetopia bilinea (Newman, 1842)
- Bumetopia borneensis Breuning, 1969
- Bumetopia brevicornis Makihara, 1978
- Bumetopia conspersa (Aurivillius, 1924)
- Bumetopia elongata Breuning, 1972
- Bumetopia flavomarmorata Breuning, 1947
- Bumetopia flavovariegata (Aurivillius, 1911)
- Bumetopia flavovariegata javanica Breuning, 1958
- Bumetopia fornicata (Newman, 1842)
- Bumetopia intermedia Breuning, 1947
- Bumetopia japonica (Thomson, 1868)
- Bumetopia japonica okinawana Hayashi, 1963
- Bumetopia lanhsuana Hayashi, 1974
- Bumetopia lutaoana Hayashi, 1974
- Bumetopia oscitans Pascoe, 1858
- Bumetopia oshimana Breuning, 1939
- Bumetopia oshimana heiana Hayashi, 1963
- Bumetopia panayensis Breuning, 1950
- Bumetopia pardina Vives & Heffern, 2016
- Bumetopia quadripunctata (Heller, 1923)
- Bumetopia sakishimana Hayashi, 1966
- Bumetopia sakishimana ishigaki Hayashi, 1966
- Bumetopia sakishimana yonaguni Hayashi, 1966
- Bumetopia schultzei Breuning, 1950
- Bumetopia sexpunctata Breuning & de Jong, 1941
- Bumetopia stolata (Matsushita, 1931)
- Bumetopia trigonocephala (Heller, 1923)
- Bumetopia uniformis Breuning, 1939
- Bumetopia vittipennis Breuning, 1970
- Bumetopia yagii Hayashi, 1994